# Tramwaje w Épinal
Tramwaje w Épinal − zlikwidowany system komunikacji tramwajowej we francuskim mieście Épinal, działający w latach 1906−1914.

## Historia
Jedną z ostatnich sieci tramwajowych we Francji wybudowano w Épinal. Otwarcie dwóch linii tramwaju elektrycznego o długości 7,3 km nastąpiło 17 lutego 1906. Linie tramwajowe:
- Gare – Faubourg de Poissempré
- Pont de Golbey – Route de Remiremont

Tramwaje kursowały po torach o rozstawie szyn 1000 mm. Do obsługi sieci zakupiono 12 dwuosiowych wagonów silnikowych. W wyniku mobilizacji ludzi do wojska w tym personelu spółki, która obsługiwała sieć, wstrzymano ruch na sieci w sierpniu 1914, którego już nie wznowiono. 